# Comuna Gottlob, Timiș
Gottlob este o comună în județul Timiș, Banat, România, formată din satele Gottlob (reședința) și Vizejdia. Comuna Gottlob a fost înființată prin Legea nr. 54/2004, desprinzându-se administrativ de comuna Lovrin.

## Etimologie
În limba germană, Gottlob înseamnă „Lauda lui Dumnezeu”.

## Istorie
Cercetările arheologice atestă prezența pe teritoriul comunei a unor străvechi așezări. Documentar, Gottlobul este atestat de circa 300 de ani. Satul a fost construit din temelii între 1770 și 1773, cu 203 case construite pentru coloniștii germani. Parohia catolică a fost și ea întemeiată la 1773. Până în 1940 populația Gottlobului a fost compusă într-o majoritate covârșitoare din etnici germani. După al doilea război mondial, numărul lor a scăzut dramatic, de la circa 90% la mai puțin de 10% în 1992 și cu o scădere ulterioară în anii '90. Între 1951-1956, din Gottlob au fost deportate în Bărăgan 310 persoane.

## Demografie
Componența etnică a comunei Gottlob
     Români (81,06%)
     Romi (4,39%)
     Germani (2,09%)
     Ucraineni (1,1%)
     Alte etnii (1,1%)
     Necunoscută (10,26%)
Componența confesională a comunei Gottlob
     Ortodocși (67,34%)
     Penticostali (8,84%)
     Romano-catolici (8,01%)
     Baptiști (2,25%)
     Alte religii (1,32%)
     Necunoscută (12,24%)
Conform recensământului efectuat în 2021, populația comunei Gottlob se ridică la 1.822 de locuitori, în scădere față de recensământul anterior din 2011, când fuseseră înregistrați 2.041 de locuitori. Majoritatea locuitorilor sunt români (81,06%), cu minorități de romi (4,39%), germani (2,09%) și ucraineni (1,1%), iar pentru 10,26% nu se cunoaște apartenența etnică. Din punct de vedere confesional, majoritatea locuitorilor sunt ortodocși (67,34%), cu minorități de penticostali (8,84%), romano-catolici (8,01%) și baptiști (2,25%), iar pentru 12,24% nu se cunoaște apartenența confesională.

## Politică și administrație
Comuna Gottlob este administrată de un primar și un consiliu local compus din 11 consilieri. Primarul, Gheorghe Nastor[*], de la Partidul Național Liberal, este în funcție din 2004. Începând cu alegerile locale din 2024, consiliul local are următoarea componență pe partide politice:
|  | Partid                          | Consilieri | Componența Consiliului | Componența Consiliului | Componența Consiliului | Componența Consiliului | Componența Consiliului | Componența Consiliului |
|  | ------------------------------- | ---------- | ---------------------- | ---------------------- | ---------------------- | ---------------------- | ---------------------- | ---------------------- |
|  | Partidul Național Liberal       | 6          |                        |                        |                        |                        |                        |                        |
|  | Partidul Social Democrat        | 4          |                        |                        |                        |                        |                        |                        |
|  | Alianța pentru Unirea Românilor | 1          |                        |                        |                        |                        |                        |                        |

### Evoluție istorică
Populația Gottlobului a evoluat după cum urmează: